# Non dormire nel bosco stanotte 2
Non dormire nel bosco stanotte 2 (W lesie dzis nie zasnie nikt II) è un film del 2021 diretto da Bartosz M. Kowalski. Il film è il sequel di Non dormire nel bosco stanotte, uscito nel 2020.

## Trama
Adaś "Adam" Adamiec, un giovane e solitario agente di polizia, si presenta alla stazione dove lavora insieme al suo capo, il sergente Waldek Gwizdała, che lo informa del suo ultimo caso: l’arresto di una coppia di fratelli gemelli deformi che, secondo la testimonianza dell’adolescente Zosia, sarebbero responsabili della morte di diversi suoi amici in un vicino campeggio, dal quale solo lei è riuscita a fuggire viva. Poiché non c’è molta chiarezza sui crimini, Waldek accetta di scortare Zosia fino alla baita degli assassini per indagare sull’accaduto e lascia Adam a capo della stazione fino al suo ritorno.
Arrivati alla baita, Waldek si allontana momentaneamente da Zosia per usare la latrina e, mentre lei lo aspetta, un frammento del meteorite che aveva mutato i gemelli si apre, rilasciando una sostanza che trasforma Zosia in una mutante come loro. Quando Waldek rientra, lei lo uccide. Più tardi, Adam e la sua collega Wanessa tentano di mettersi in contatto con il sergente, ma non ricevendo risposta, su suggerimento di Adam, decidono di recarsi alla baita, trovandola distrutta e con il cadavere di Waldek. Incerti sul da farsi, Wanessa chiama due cacciatori, Mariusz e Sławek, per farsi aiutare a difendersi dall’assassina del sergente. Tuttavia, i quattro sono costretti a rifugiarsi nel campeggio abbandonato quando Sławek resta intrappolato con entrambe le mani in una tagliola per orsi.
In una delle baite, il gruppo incontra una prostituta terrorizzata, Janeczka, che racconta che qualcuno ha ucciso il suo compagno Oliwier davanti alla baita, prima dell’arrivo degli altri. La tensione tra i sopravvissuti cresce quando scoprono che Sławek è morto dissanguato, e discutono su come fuggire finché Adam non li convince a collaborare per sopravvivere. Decidono di tendere un’imboscata a Zosia usando Janeczka come esca, ma lei prevede la trappola, uccidendo sia Mariusz che Janeczka. Adam e Wanessa si rifugiano in una baita, dove iniziano a discutere sul da farsi. Improvvisamente Zosia irrompe per attaccarli: Adam cerca di spararle, ma esita, e Wanessa lo spinge verso di lei per poi scappare, prendendo un’ambulanza precedentemente attaccata da Zosia e tornando alla stazione di polizia.
Zosia usa un pungiglione nella gola per infettare Adam con la stessa sostanza del meteorite, trasformandolo in un mutante come lei. Ora in grado di comunicare in una lingua comprensibile solo a loro, Adam le chiede cosa gli abbia fatto. Zosia risponde che sono mostri infettati da un male venuto dalla luna e cerca di convincerlo a unirsi a lei per uccidere, poiché non si considera più umana e crede che il mondo non sia stato buono con lei. Inizialmente Adam è incerto, ma, dopo aver constatato di possedere la stessa forza di Zosia, accetta il suo invito a uccidere chi vuole. Insieme vanno a casa di un uomo violento che Adam disprezza per aver maltrattato il proprio cane, e lo uccidono. Dopo l’omicidio, Zosia lo accetta come compagno e i due fanno l’amore. Adam le chiede perché lo abbia scelto, e lei risponde che, appena l’ha visto, ha sentito che erano simili. Adam la ringrazia per avergli mostrato il suo posto nel mondo e, insieme, si dirigono alla stazione di polizia per liberare i gemelli, poiché Zosia vuole provocare l’apocalisse con il loro aiuto.
Alla stazione, Zosia e Adam aprono la cella dei gemelli, ma loro rifiutano di fuggire. In quel momento appare Wanessa con una mitragliatrice, lanciando una granata che però non esplode. Zosia ordina ad Adam di eliminare Wanessa; lui esita e, spazientita, Zosia le strappa via il volto e le spacca più volte la testa, accusando Adam di codardia. Poi lascia la stazione, ma viene investita da diversi camion blindati delle forze speciali, che arrestano Adam. Uno dei gemelli attiva accidentalmente la granata, uccidendo entrambi e distruggendo la stazione di polizia. Adam viene infine portato in un laboratorio, dove viene usato come cavia per diversi esperimenti.

## Produzione
La pellicola, prodotta da Akson Studio e Polski Instytut Sztuki Filmowej è stata resa disponibile dal 2021 ed è distribuita in italiano da Netflix il 27 ottobre 2021.